# Calendar Man
Calendar Man (Homem Calendário), o seu nome real é Julian Gregory Day, é um personagem fictício, um supervilão da banda desenhada publicada pela DC Comics, um dos inimigos de Batman. Apareceu pela primeira vez na revista Detective Comics #259 (Set. 1958) e foi criado por Bill Finger.
Calendar Man é fascinado por datas e calendários, até o seu nome é um jogo feito pelo calendário gregoriano e pela data juliana. Os seus crimes têm sempre alguma relação com a data em que são executados. O tema do crime pode ser relacionado com um determinado dia da semana em que se comemora uma celebração/feriado ou um aniversário especial, etc; assim ele planeja o crime perto ou naquele dia. Usa diferentes fatos dependendo do significado da data, isto apesar de ter um fato principal com vários números (que representam os dias do calendário), que brotam a partir dos ombros.